# Yacimiento de carbón de Jharia
El yacimiento de carbón de Jharia es un gran campo de carbón ubicado en el este de la India en Jharia, Jharkhand. Jharia constituye las mayores reservas de carbón de la India con reservas estimadas de 19400 millones de toneladas de carbón coquizable. El yacimiento de carbón es un contribuyente importante a la economía local, ya que emplea a gran parte de la población local, ya sea directa o indirectamente.
Los campos han sufrido un incendio en el lecho de carbón desde al menos 1916, lo que resultó en 37 millones de toneladas de carbón consumidas por el fuego, y un significativo hundimiento del suelo y contaminación del agua y el aire en las comunidades locales, incluida la ciudad de Jharia. La contaminación resultante ha llevado a designar una agencia gubernamental para trasladar a las poblaciones locales, sin embargo, se ha avanzado poco en la reubicación.

## Yacimiento de carbón

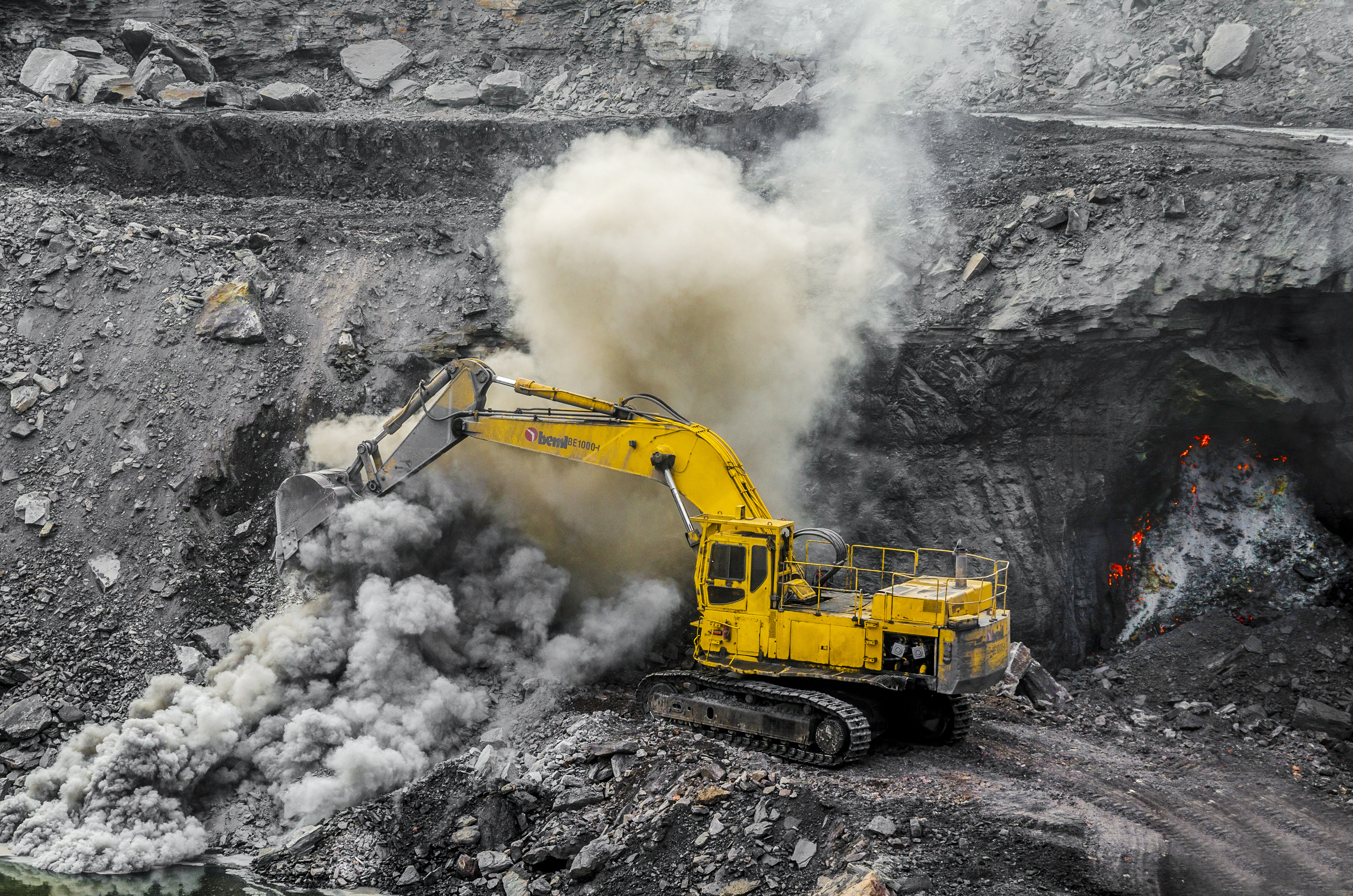
Mina de carbón de Jharia

El yacimiento de carbón se encuentra en el valle del río Damodar, cubre aproximadamente 280 km² y produce carbón bituminoso apto para coque. La mayor parte del carbón de la India proviene de Jharia. Las minas de carbón de Jharia son el depósito más importante de la India de carbón de coque de primera calidad utilizado en altos hornos; consta de 23 grandes minas subterráneas y nueve grandes a cielo abierto.

## Historia
Las actividades mineras en estos yacimientos de carbón comenzaron en 1894 y se intensificaron en 1925. Los primeros indios en llegar y romper el monopolio británico en la minería del carbón fueron los contratistas ferroviarios gujaratíes de Kutch, algunos de los cuales decidieron sumergirse en el negocio de la minería del carbón fueron pioneros en iniciar la minería del carbón en el cinturón de los yacimientos de carbón de Jharia alrededor de 1890-1895. En el cinturón de Jharia-Dhanbad, Seth Khora Ramji Chawda fue el primer indio en romper el monopolio de los europeos y fundó Khas Jharia, Golden Jharia, Fatehpur, Balihari, Khas Jeenagora, East Bagatdih Collieries con sus hermanos Teja Ramji Chawda, Jetha Lira Jethwa, Akhoy Ramji Chawda , Pachan Ramji Chowra entre 1894 y 1910. En Pure Jharia Colliery, Khora Ramji y sus hermanos eran socios de Diwan Bahadur DD Thacker.

 La Enciclopedia de Bengala, Bihar y Orissa (1920) de British Gazetteer menciona sobre Seth Khora Ramji :

...en ese momento (en la década de 1890) los campos de carbón de Jharia estaban siendo explotados por los europeos y Seth Khora Ramji fue el primer indio en aprovechar la oportunidad. Compró dos minas de carbón para empezar. Poco a poco, otros de Kutch y Gujarat siguieron su ejemplo y ahora Jharia se ha convertido en un asentamiento de Gujarati con aproximadamente 50 Kutchi de 92 propietarios de minas de Gujarati con Seth Khora Ramji como jefe de todos ellos. Ahora es propietario único de dos minas de carbón y miembro financiero de unas ocho minas de carbón. Varios funcionarios del distrito lo han señalado como multimillonario, una de las fiestas de primera clase en Jharia.

El boceto de la vida de Govamal Jivan Chauhan es también otro minero mencionado por los británicos en Gazetteer que fundó minas de carbón en Tisra, Budroochuck y Pandeberra alrededor de 1908–10, Jagmal Raja Chauhan era dueño de la mina de Rajapore con Manji Jeram de Madhapar, mientras Khimji Walji poseía minas Tisra. Los migrantes alquilaron los campos mineros de carbón de Raja de Jharia en varios lugares para comenzar las minas de carbón en Khas Jharia, Jamadoba, Balihari, Tisra, Katras, Kailudih, Kusunda, Govindpur, Sijua, Sijhua, Loyabad, Joyrampur, Bhaga, Matadih, Mohuda, Dhansar, Bhuli, Bermo, Mugma, Chasnala-Bokaro, Bugatdih, Putki, Pandibri, Rajapur, Jeenagora, Gareria, Chirkunda, Bhowrah, Sinidih, Kendwadih, Dumka, etc.

### Incendio del campo de carbón
Jharia es famoso por un incendio en su campo de carbón que ha ardido bajo tierra durante casi un siglo. Una estimación de 2007, describió 37 millones de toneladas de carbón consumidas por los incendios desde su inicio.
El primer incendio se detectó en 1916. Según los registros, fueron las minas Khas Jharia de Seth Khora Ramji Chawda (1860-1923), quien fue un pionero de las minas de carbón indias, cuyas minas fueron una de las primeras en colapsar en un incendio subterráneo en 1930. Dos de sus minas de carbón, Khas Jharia y Golden Jharia, que trabajaban en pozos de un máximo de 79 metros de profundidad, colapsaron debido a los ahora infames incendios subterráneos, en los que su casa y bungalow también colapsaron el 8 de noviembre de 1930, causando un hundimiento de 5 metros y una destrucción generalizada. El fuego nunca se detuvo a pesar de los esfuerzos del departamento de minas y las autoridades ferroviarias, y en 1933 las grietas en llamas provocaron el éxodo de muchos residentes. El terremoto de Nepal-Bihar de 1934 provocó una mayor propagación del fuego y, en 1938, las autoridades habían declarado que había un incendio devastador debajo de la ciudad con 42 minas de carbón de 133 en llamas.
En 1972, se reportaron más de 70 incendios de minas en esta región. En 2007, más de 400000 personas que viven en Jharia viven en tierras en peligro de hundimiento debido a los incendios y, según Satya Pratap Singh, "el municipio de Jharia está al borde de un desastre ecológico y humano". El gobierno ha sido criticado por la percepción de una actitud indiferente hacia la seguridad de la gente de Jharia. Los humos producto de los incendios provocan graves problemas de salud, como trastornos respiratorios y enfermedades de la piel, entre la población local.